# الطائف (ردمان)

تعديل مصدري - تعديل

الطائف هي إحدى قرى عزلة قانية بمديرية ردمان التابعة لمحافظة البيضاء، بلغ تعداد سكانها 176 نسمة حسب تعداد اليمن لعام 2004.